# Ядерна енергетика Гани
У Гані є один ядерний реактор, Ghana Research Reactor-1, розташований в Аккрі. Працює з 1994 року, використовується в дослідницьких, медичних і промислових цілях, але не для виробництва електроенергії.

## Призначення
Комісія з атомної енергії Гани досліджує використання ядерної енергії та є членом Міжнародної мережі ядерних бібліотек. Комісія співпрацює з Міжнародним агентством з атомної енергії над впровадженням ядерної енергетики в Гані в рамках більш широкого проекту «Сталий енергетичний розвиток для Африки на південь від Сахари». У Гані також є Вища школа ядерних і суміжних наук, яка готує студентів та аспірантів методам застосування ядерної науки в таких сферах, як сільське господарство, медицина та дослідження. Обидві ці організації зосереджені більше на дослідженнях і дослідницькому реакторі, розташованому в Гані, ніж на атомній енергетиці.
Уряд Гани прагне до розвитку атомної енергетики як екологічно чистого джерела енергії, і станом на 2020 рік вживає підготовчих заходів для виробництва ядерної енергії. Президент Джон Агіекум Куфуор підтримав майбутнє будівництво атомних електростанцій, вбачаючи в ньому частину вирішення енергетичних проблем країни. Він ініціював створення Комітету з ядерної енергії для вивчення цього питання. У 2011 році директор Національного інституту ядерних досліджень Бенджамін Нярко також заявив, що вважає, що атомна енергетика може запобігти майбутнім енергетичним кризам. У міністерстві створили відділ з координації діяльності за проектом атомної енергетики.
Російська державна атомна енергетична корпорація «Росатом» у серпні 2015 року підписала «Меморандум про взаєморозуміння» з Ганою щодо розробки реактора потужністю 1200 мегават у Гані, однак, оскільки загальне виробництво енергії в країні на той час становило лише 2831 МВт, для його розміщення будуть необхідні значні оновлення до національна енергетичної мережі. У січні 2017 року МАГАТЕ завершило восьмиденну місію до Гани для огляду інфраструктури країни та підготовки до вибору міжнародних постачальників. Подальша місія в жовтні 2019 року дійшла висновку, що було досягнуто значного прогресу, і що незабаром Гана буде готова обговорити свої варіанти з міжнародними партнерами.
У 2022 році уряд схвалив план будівництва атомної електростанції потужністю 1 ГВт із запрошенням постачальників із США, Росії, Канади та Південної Кореї, підписання контракту очікується на 2024-2026 роки.

## Перелік реакторів
| Назва | Блок №. | Реактор | Реактор | Статус      | Чиста потужність (MW) | Початок будівництва | Комерційне використання | Закриття |
| Назва | Блок №. | Тип     | Модель  | Статус      | Чиста потужність (MW) | Початок будівництва | Комерційне використання | Закриття |
| ----- | ------- | ------- | ------- | ----------- | --------------------- | ------------------- | ----------------------- | -------- |
| ?     | 1       | PWR     | ?       | Заплановано | 1000                  | 2025                |                         |          |

## Зовнішні посилання
- Ghana's site selection process for first nuclear plant assessed by IAEA